# گتی ایمجز
گتی ایمجز (به انگلیسی: Getty Images, Inc.) یک شرکت رسانه‌ای بصری با دفتر مرکزی در سیاتل، واشینگتن، ایالات متحده است. این شرکت تأمین کننده تصاویر در انبار، عکاسی سرمقاله، ویدیو و موسیقی برای کسب و کار و مصرف‌کنندگان با یک بایگانی بیش از ۲۰۰ میلیون پرونده است. این شرکت سه گروه بازار را هدف قرار می‌دهد: متخصصان خلاق (تبلیغات و طراحی گرافیک)، رسانه‌ها (چاپ و نشر آنلاین) و شرکت‌های بزرگ (طراحی داخلی، بازاریابی و ارتباطات)
گتی در سراسر جهان دفتر پخش دارد و بر روی اینترنت و برای توزیع سرمایه‌گذاری می‌کند. از گتی دیگر آژانس‌ها و بایگانی‌های عکس قدیمی‌تر را در اختیار گرفته، مجموعه‌های آنها را دیجیتالی کرده و امکان پخش آنلاین را فراهم کرده‌است. گتی ایمجز یک وب سایت تجاری بزرگ را که مشتریان از آن برای جستجو و مرور تصاویر، خرید حقوق استفاده و دانلود تصاویر استفاده می‌کنند، را مدیریت می‌کند. قیمت تصاویر با توجه به وضوح تصویری و نوع حقوق متفاوت است. هزینه هر تصویر معمولاً حدود ۵۰۰ دلار آمریکا است. این شرکت همچنین خدمات تصویر را برای مشتریان شرکت ارائه می‌دهد.